# Rini van Bracht
Rini van Bracht (* 1. Juni 1947 in Waalwijk) ist ein niederländischer Karambolagespieler und mehrfacher Welt- und Europameister im Dreiband.

## Karriere
Im Alter von 24 Jahren nahm Rini van Bracht erstmals an einer Weltmeisterschaft teil. In Groningen wurde er hinter dem fast unschlagberen Belgier Raymond Ceulemans Zweiter. Er musste weitere elf Jahre warten, bis er seinen ersten Weltmeistertitel erringen konnte. 1982 im ecuadorianischen Guayaquil war es dann soweit. Die Dauerweltmeister der letzten Jahre Ceulemans und der Japaner Nobuaki Kobayashi waren nicht am Start. Van Bracht nutzte seine Chance und sicherte sich den Titel. 1984 wurde er zum zweiten Mal Weltmeister. Es war die Zeit, in der die besten Dreibandspieler als Profis im Weltcup tätig waren und nicht an Weltmeisterschaften teilnehmen durften.
Anders war es bei seiner ersten Europameisterschaft. Im belgischen Löwen 1984 waren alle besten Dreibandspieler am Start. Hier sicherte er sich den Titel im Finale gegen den Franzosen Egidio Vierat. Seinen zweiten Europameistertitel gewann van Bracht 1993 im französischen Corbeil-Essonnes. Hier waren die BWA-Profis wieder nicht am Start.
Durch einen Autounfall verlor Rini van Bracht 90 % seiner Sehfähigkeit auf einem Auge. Trotz dieser sehr starken Behinderung gewann er vier internationale Titel.

## Erfolge
- Dreiband-Weltmeisterschaft:  1982, 1994  1971, 1975
- Dreikampf-Weltmeisterschaft für Nationalmannschaften:  1990
- Dreiband Grand Prix:  1993/8, 1993/9  1987/7, 1989/8,  1988/1, 1990/1, 1991/2
- Dreiband-Europameisterschaft:  1984, 1993  1975, 1985  1972
- Dreiband-Europameisterschaft für Nationalmannschaften:  1989  1985
- Fünfkampf-Europameisterschaften für Nationalmannschaften (TEP):  1977, 1979, 1983  1973, 1985  1992